# Шатура
Шатура (рус. Шатура) град је у Русији у Московској области.

## Становништво
| 1939.  | 1959.  | 1970.  | 1979.  | 1989.  | 2002.  | 2010.  |
| ------ | ------ | ------ | ------ | ------ | ------ | ------ |
| 15.122 | 19.629 | 24.482 | 29.367 | 31.634 | 30.393 | 32.905 |